# Мухамедиев, Серик Махсутович
Серик Махсутович Мухамедиев (каз. Серік Махсұтұлы Мұхамедиев; род. 9 января 1965, Бигач, Кокпектинский район, Восточно-Казахстанская область, Казахская ССР) — казахстанский государственный деятель. Аким города Петропавловска (с 1 июля 2023 года).

## Биография
Родился 9 января 1965 года в селе Бигач Кокпектинского района Восточно-Казахстанской области.
В 1989 году окончил Усть-Каменогорский строительно-дорожный институт по специальности «инженер».

## Трудовая деятельность
Трудовую деятельность начал в 1989 году начальником отдела эксплуатации автоколонны №2562 в г. Алматы.
В 1991—2010 годах работал в сфере коммерции и бизнеса экономистом, заместителем по коммерции, начальником торгово-коммерческого отдела, директором ТОО «АВТО-холдинг компаниясы», директором ТОО «Эй Джи трейд», финансовым директором ТОО «Компания Достар плюс», финансовым директором ТОО «Дега плюс».
С июля 2010 года — на государственной службе.
Занимал должности главного специалиста отдела планирования и ведения сметно-договорной работы, начальника отдела организации пассажирских перевозок, заместителя руководителя Управления пассажирского транспорта и автомобильных дорог Северо-Казахстанской области.
С марта 2016 года по октябрь 2021 года — руководитель Управления строительства Северо-Казахстанской области.
С октября 2021 года по июль 2023 года — аким района имени Габита Мусрепова.
С 1 июля 2023 года — аким города Петропавловска.